# Цой, Алексей Владимирович
Алексей Владимирович Цой (род. 2 апреля 1977 года, в городе Шымкент) — казахстанский государственный деятель, кандидат медицинских наук. Бывший Министр здравоохранения Республики Казахстан (2020—2021), руководитель Медицинского центра УДП РК от 31 октября 2022 года.

## Образование
Южно-Казахстанская государственная медицинская академия (2001), Институт международного права и международного бизнеса «Данекер» (2007), Международная академия бизнеса (2015). Окончил  SELS college (Лондон).  Алматы Менеджмент Университете (2015 г.), получил степень доктора делового администрирования (DBA), получена международная аккредитация программы MBA AMBA (Великобритания).

## Биография
2001—2007 — врач хирург-эндоскопист, старший научный сотрудник Центра восстановительной хирургии и трансплантологии, ведущий научный сотрудник Центра внутренней медицины РГП «Национальный научный медицинский центр» Министерства здравоохранения РК;
2001 - Менеджер по развитию регионов в BYK Gulden (Germany);
2002—2004 — Менеджер по развитию территории фармацевтической компании «GlaxoSmithKline»;
2006—2009 — Генеральный секретарь ОО «Евроазиатское респираторное общество»;
2007—2010 — Директор РГП «Центр внедрения современных медицинских технологий» Управления делами Президента РК;
2011—2014 — Главный врач ГКП на ПХВ «Городская больница № 1» акимата города Астаны;
2014—2017 — Вице-министр здравоохранения и социального развития Республики Казахстан;
2017—2019 — Вице-министр здравоохранения Республики Казахстан;
2020 — Руководитель Медицинского Центра Управления Делами Президента Республики Казахстан (02.2019-06.2020);
2020 — Первый вице-министр здравоохранения Республики Казахстан, временно исполняющий обязанности Министра здравоохранения (июнь 2020);
2020—2021 — Министр здравоохранения Республики Казахстан.
31 октября 2022 года — Руководитель Медицинского центра УДП РК.

## Награды
- Медаль «За вклад в развитие Евразийского экономического союза» (29 мая 2019 года,  Высший совет Евразийского экономического союза)[11].
- Орден «Құрмет».
- Благодарственное письмо Президента Республики Казахстан.
- Юбилейная медаль «Қазақстан Республикасының Тәуелсіздігіне 20 жыл».
- Юбилейная медаль «Қазақстан Республикасы Ішкі істер министрлігі Төтенше жағдайлар комитетіне 20 жыл».
- Юбилейная медаль «60 лет Байконуру».
- Юбилейная медаль «25 лет Конституции Республики Казахстан».
- Нагрудный знак «Қазақстан Республикасының Қарулы күштеріне 25 жыл».
- Нагрудный знак «Денсаулық сақтау ісіне қосқан үлесі үшін».